# 2004年夏季残疾人奥林匹克运动会匈牙利代表团
2004年夏季残疾人奥林匹克运动会匈牙利代表团是匈牙利派出的2004年夏季残疾人奥林匹克运动会代表团。获得1枚金牌、8枚银牌和10枚铜牌。